# Phrynichos (général)
Pour les articles homonymes, voir Phrynichos.
Phrynichos (en grec ancien Φρύνιχος) est un aristocrate, homme politique athénien du Ve siècle av. J.-C., adversaire farouche d’Alcibiade et l’un des Quatre-Cents désignés pour gouverner Athènes.

## Notice biographique
Originaire du dème de Deiradès, aristocrate convaincu, il est l’un des instigateurs de la révolution de -411 à Athènes, aux côtés d’Antiphon. Commandant la flotte athénienne lors de la révolte de l’île de Samos, il est stratège ; plus tard, à nouveau aux côtés d'Antiphon, il est ambassadeur pour proposer la paix à Sparte. La mission est un échec ; à son retour de Sparte, il est poignardé sur l’agora (septembre -411) par Thrasybule de Calydon, qui serait un péripole selon Thucydide, et Apollodore de Mégare. Ses ossements sont exhumés deux ans plus tard et jetés hors du territoire civique de l’Attique ; ses assassins furent honoré à l'égal des Tyrannoctones. 

## Notice historique
Un plaignant athénien récuse toute idée de bonnes relations entre son père et l’oligarque Phrynichos en soulignant : « Lorsque Phrynichos eut à payer une amende à l'État, mon père ne lui apporta pas sa contribution : c’est pourtant dans de pareilles occasions qu’on voit bien ceux qui sont amis ».

## Source
- Vie d'Alcibiade de Plutarque